# سوسن نجيلي الورق

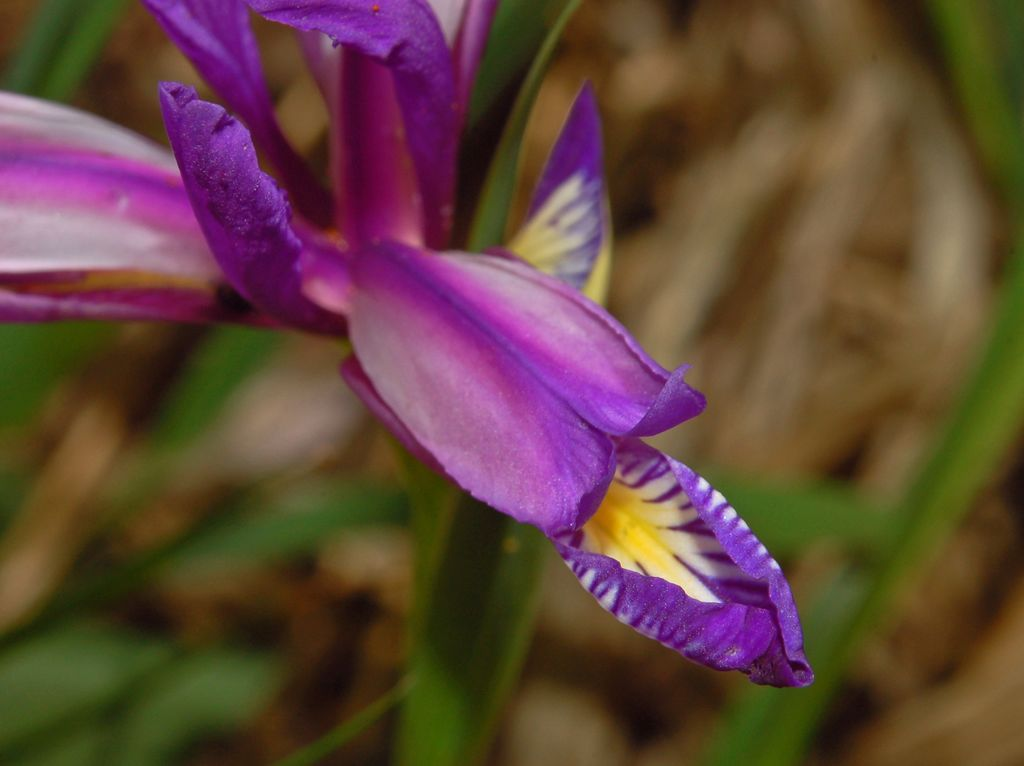

سوسن نجيلي الورق هي نوع من النباتات المزهرة من جنس السوسن. إنه نبات معمر جذموري، ذو أزهار زرقاء أرجوانية أو بنفسجية مخفية تقريبًا بأوراق ضيقة شبيهة بالعشب ورائحة برائحة البرقوق. يزرع نبات الزينة في المناطق المعتدلة. يوجد هذا النوع في النصف الجنوبي من أوربة، من إسبانية وفرنسة في الغرب إلى روسية والقوقاز في الشرق.